# Regular

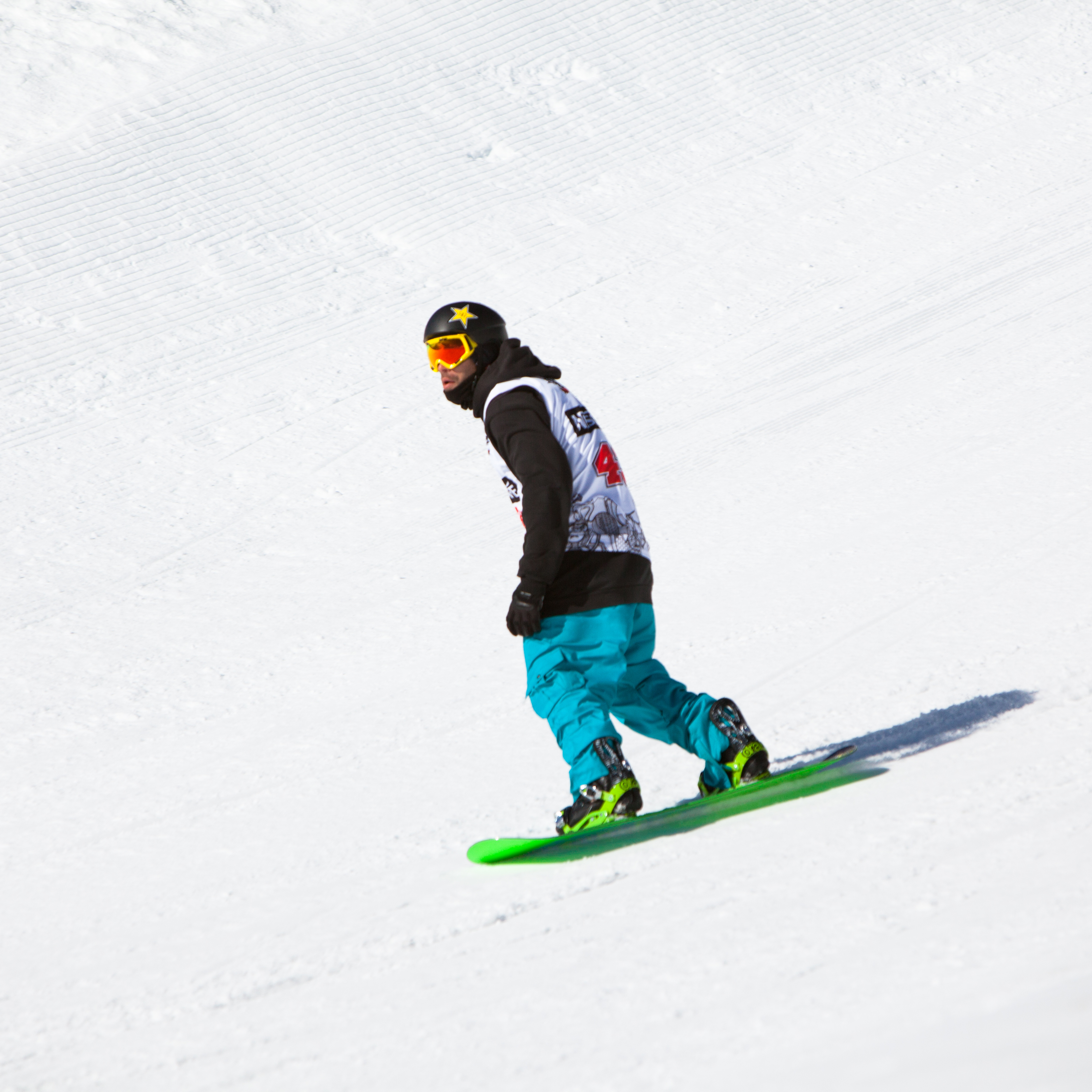
Rider regular.

Le terme regular (de l'anglais normal ou courant) désigne un rider (skateboard, snowboard, surf, skwal etc.) dont le pied gauche constitue son pied d'appui. Par exemple un skater regular se servira de son pied droit pour se propulser ou "popper" tandis que son pied gauche restera à l'avant de sa planche.
La majorité des skaters sont regulars (d'où le nom).
À l'inverse une personne qui utilise son pied droit comme appui est dite goofy.
Une technique intéressante pour déterminer la nature de sa balance est de se faire pousser dans le dos par une tierce personne. Le premier pied qui avancera dans le réflexe de rééquilibrage déterminera le pied à mettre devant.

## Skateur pros regular
- Braydon Szafranski
- Rodney Mullen
- Shaun White